# Рамсботем, Хервалд, 1-й виконт Соулбери
Хервалд Рамсботем, 1-й виконт Соулбери (англ. Herwald Ramsbotham, 1st Viscount Soulbury; 6 марта 1887 — 30 января 1971) — британский консервативный политик.

## Происхождение и образование
Родился 6 марта 1887 года в Уоллингфорде, Беркшир. Старший сын Хервалда Рамсботема (1859—1941), мирового судьи от Сассекса (сына Джеймса Рэмсботема, мирового судьи, и жены Джейн Филден), и Этель Маргарет Беван (1865—1943). Он учился в школе Аппингем в Аппингеме, Ратленд, Англия. В 1910 году он окончил Университетский колледж Оксфордского университета, получив степень бакалавра гуманитарных наук. В 1912 году он был принят в Иннер-Темпл, получив право заниматься адвокатской практикой.

## Военная карьера
В 1915 году Хервалд Рамсботем был произведен в временные лейтенанты, а в том же году был повышен до чина временного капитана. К 1918 году он был повышен до временного майора и получил Военный крест. В 1919 году он был назначен офицером ордена Британской империи, но в том же году оставил свою должность.

## Политическая карьера
Хервалд Рамсботем заседал в Палате общин Великобритании от Ланкастера в 1929—1945 годах. В 1931 году он был назначен парламентским секретарем Совета по образованию Рамсеем Макдональдом. Эту должность он сохранил, когда Стэнли Болдуин стал премьер-министром в июне 1935 года, а затем служил парламентским секретарем Министерства сельского хозяйства и рыболовства с ноября 1935 года по июль 1936 года. В сентябре 1936 года Стэнли Болдуин назначил его министром по вопросам пенсий. Он продолжал работать в этой должности, когда Невилл Чемберлен стал премьер-министром в мае 1937 года. В июне 1939 года он был назначен первым комиссаром по работам и был принят в Тайный совет Великобритании.
Хервалд Рамсботем вошел в состав правительства Чемберлена в апреле 1940 года в качестве президента Совета по образованию. Он оставался на этой должности после того, как Уинстон Черчилль стал премьер-министром в мае 1940 года. В июне 1940 года кардинал Артур Хинсли, лидер английской католической церкви, возглавил депутацию к Рамсботему, чтобы потребовать финансовой поддержки католических школ. Рамсботем признал, что в принципе католические школы нуждаются в помощи, но не взял на себя никаких твердых обязательств и подчеркнул, что больший государственный контроль над их школами, чего католическая иерархия не хотела, был бы quid pro quo.
Хервалд Рамсботем выступил перед Ланкаширским национальным союзом образования в Моркамбе (о чем сообщалось в The Times 17 марта 1941 г.). Он хотел, чтобы возраст окончания школы был повышен с 14 до 15 лет, а затем до 16 лет, как можно скорее, и чтобы дневные классы продолжались до 18 лет (классы такого рода были предложены в Законе Фишера 1918 года и в последующих предложениях по реформе, но не были реализованы из-за ограничений по стоимости — то же самое было и с повышением возраста окончания школы). Все зависело от того, как быстро школы будут восстановлены (как после военных повреждений, так и из-за предыдущего плохого состояния многих церковных школ), что означало бы конкуренцию с жильем за приоритеты в строительстве.
Департамент Рэмсботема подготовил ряд предложений по реформе, названных «Зеленой книгой» по ее обложке, в июне 1941 года. Зеленая книга предположительно была конфиденциальной, но была широко распространена среди лиц, формирующих общественное мнение, как выразился Лестер Смит, «в обстановке секретности», и позже использовалась в качестве основы для переговоров с местными органами образования и профсоюзами учителей. В пункте 137 предлагалось компенсировать больший государственный контроль над церковными школами путем частичной отмены запрета Закона Форстера 1870 года на конфессиональное обучение в государственных школах, чтобы разрешить такое обучение с 11-летнего возраста. Как это ни парадоксально, этого было недостаточно для церквей, поскольку предложение об отдельных государственных школах с 11-летнего возраста уменьшило бы их контроль над детьми в возрасте 11-14 лет, которые до этого времени получали образование в церковных школах. Позже Ричард Батлер написал в своих мемуарах, что Зеленая книга потерпела неудачу в вопросе конфессионального обучения в государственных школах. Римско-католическая иерархия отвергла Зеленую книгу сразу же. Зеленая книга вскоре была затмена Пятью пунктами, предложениями протестантских церквей по религиозному образованию в государственных школах, которые были опубликованы в феврале.
Хотя многие из предложений Рэмсботема позже были включены в Акт Батлера 1944 года, Уинстон Черчилль лелеял воспоминания о спорах вокруг Акта 1902 года и не поддерживал крупную реформу образования на этом этапе. Он использовал мартовскую речь как повод для смещения — его сменил Батлер в июле 1941 года и отправил в Палату лордов в качестве виконта.
В августе 1941 года для Хервалда Рамсботема был создан титул барона Соулбери из Соулбери в графстве Бакингемшир. Он был назначен председателем Совета по оказанию помощи (этот пост он занимал до 1948 года). Председатель Комиссии Соулбери в 1944—1945 годах. В 1949—1954 годах он занимал пост генерал-губернатора Цейлона. Он был награжден Орденом Святых Михаила и Георгия в 1949 году, а в апреле 1954 года ему был пожалован Королевский Викторианский орден. 16 июля 1954 года ему был пожаловал титул виконта Соулбери из Соулбери в графстве Бакингемшир.
Лорд Соулбери умер в январе 1971 года в возрасте 83 лет. Его преемником в виконте стал его старший сын Джеймс Рамсботем, 2-й виконт Соулбери.

## Семья
11 ноября 1911 года в Кенсингтоне Хервалд Рамсботем женился первым браком на Дорис Вайолет де Стайн (ок. 1890 — 20 февраля 1954), дочери Зигмунда де Стайна. Дети от первого брака:
- Энид Глэдис Рамсботем (9 сентября 1912 — 12 января 1914)
- Джеймс Гервальд Рамсботем, 2-й виконт Соулбери (21 марта 1915 — 12 декабря 2004)
- Достопочтенная Джоан Элеанор Рамсботем (6 сентября 1917 — 26 декабря 2006)
- Питер Эдвард Рамсботем, 3-й виконт Соулбери (8 октября 1919 — 9 апреля 2010).

10 ноября 1962 года он вторым браком на Урсуле Джером (? — 12 ноября 1964), дочери Арманда Джерома. Второй брак был бездетным.